# Bahnhof Yakusa
Der Bahnhof Yakusa (jap. 八草駅, Yakusa-eki) ist ein Bahnhof auf der japanischen Insel Honshū. Er wird gemeinsam von den Bahngesellschaften Aichi Kanjō Tetsudō (Aikan) und Aichi Kōsoku Kōtsū betrieben und befindet sich in der Präfektur Aichi auf dem Gebiet der Stadt Toyota östlich von Nagoya.

## Verbindungen
Yakusa ist ein Kreuzungsbahnhof an der Aichi-Ringlinie der Bahngesellschaft Aichi Kanjō Tetsudō (Aikan), welche die Städte Okazaki, Toyota, Seto und Kasugai miteinander verbindet. Ebenso ist Yakusa die östliche Endstation des Nahverkehrssystems Linimo, einer Magnetschwebebahn des Systems HSST.
Auf der Aichi-Ringlinie verkehren Lokalzüge mit Halt an allen Zwischenbahnhöfen zwischen dem Bahnhof Okazaki und dem Bahnhof Kōzōji. Es gilt den ganzen Tag über ein eher ungewöhnlicher 16-Minuten-Takt, was drei oder vier Züge je Stunde und Richtung ergibt. Die Linimo-Magnetschwebebahn verkehrt alle acht Minuten nach Fujigaoka, wo Anschluss an die U-Bahn Nagoya besteht. Eine Bushaltestelle auf dem Vorplatz wird von einer Linie des Seto City Community Bus bedient.

## Anlage
Der Bahnhof steht im Stadtteil Yakusachō am nordwestlichen Stadtrand von Toyota, genauer im oberen Ibo-Tal. In unmittelbarer Nähe verlaufen die Stadtgrenze zu Seto sowie die Wasserscheide zwischen den Flüssen Yahagi und Shōnai. Zwar ist die unmittelbare Umgebung eher dünn besiedelt, doch wenige hundert Meter entfernt befindet sich der Haupt-Campus des Technologischen Instituts Aichi (Aichi Kōgyō Daigaku).
Von der Funktionsweise her ist Yasuka beinahe ein Turmbahnhof, da beide Bahnhofteile miteinander verbunden sind und sich denselben Vorplatz teilen, aber nicht direkt übereinander liegen. Von Süden nach Norden ausgerichtet ist der leicht erhöhte Bahnhofteil an der Aichi-Ringlinie, der zwei Gleise an zwei überdachten Seitenbahnsteigen umfasst. Am nördlichen Ende spannt sich das Empfangsgebäude in Form eines Reiterbahnhofs über die Anlage. Von dort führen gedeckte Fußgängerpassagen zu einer Nebenstraße im Osten, zum Vorplatz an der Westseite und zum räumlich getrennten Bahnhofteil der Linimo-Magnetschwebebahn im Nordwesten. Letzterer befindet sich auf einem Viadukt, der sich quer zum Ibo-Tal und parallel zur vierspurigen Präfekturstraße 6 erstreckt. Beide Bahnsteige sind überdacht und mit Bahnsteigtüren ausgestattet.
Der Bahnhof ist vor allem als Umsteigeknoten von Bedeutung. Im Fiskaljahr 2019 nutzten ihn durchschnittlich 14.112 Fahrgäste pro Tag. Davon entfielen 6344 auf die Aichi-Ringlinie und 7768 auf die Linimo-Magnetschwebebahn.

## Bilder

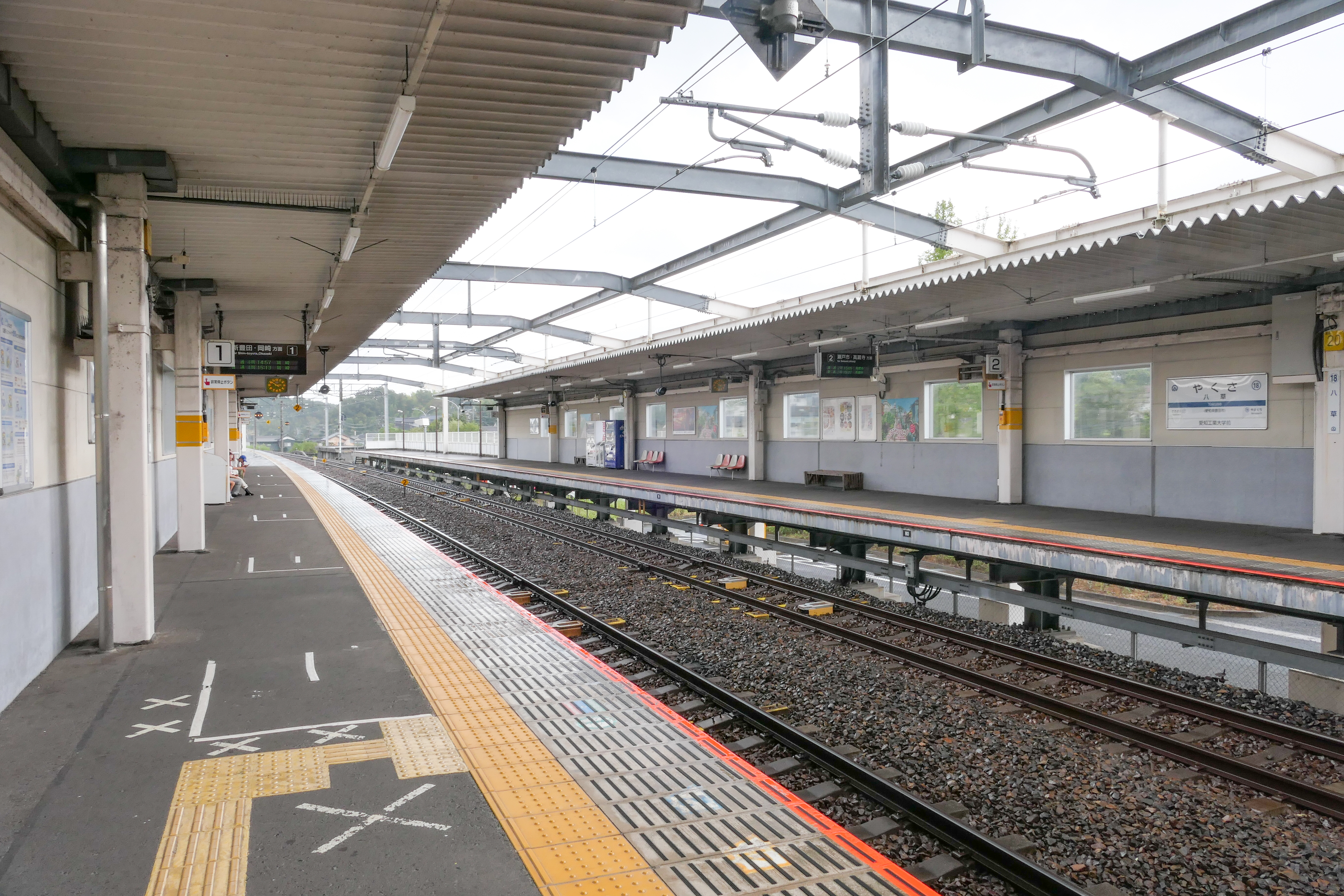
Bahnsteige der Aichi-Ringlinie
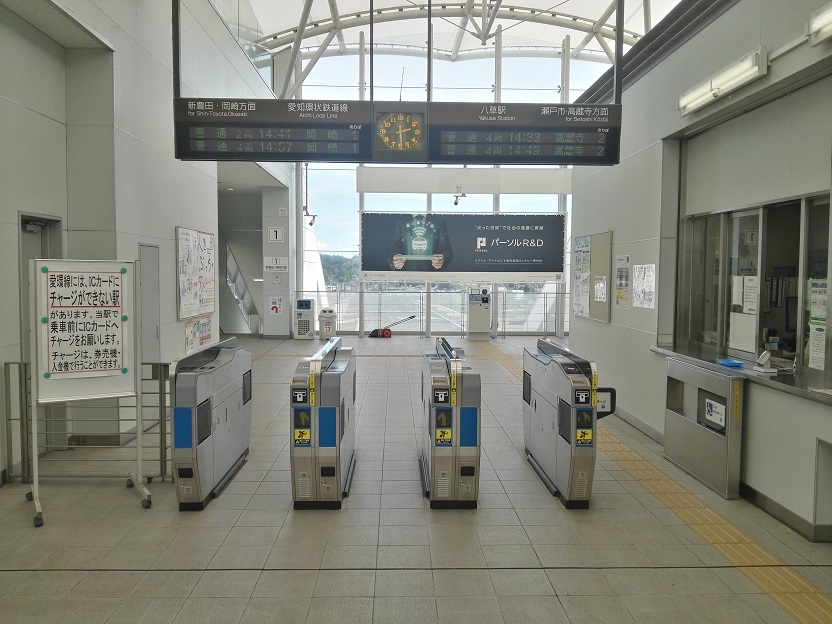
Aikan-Bahnsteigsperren
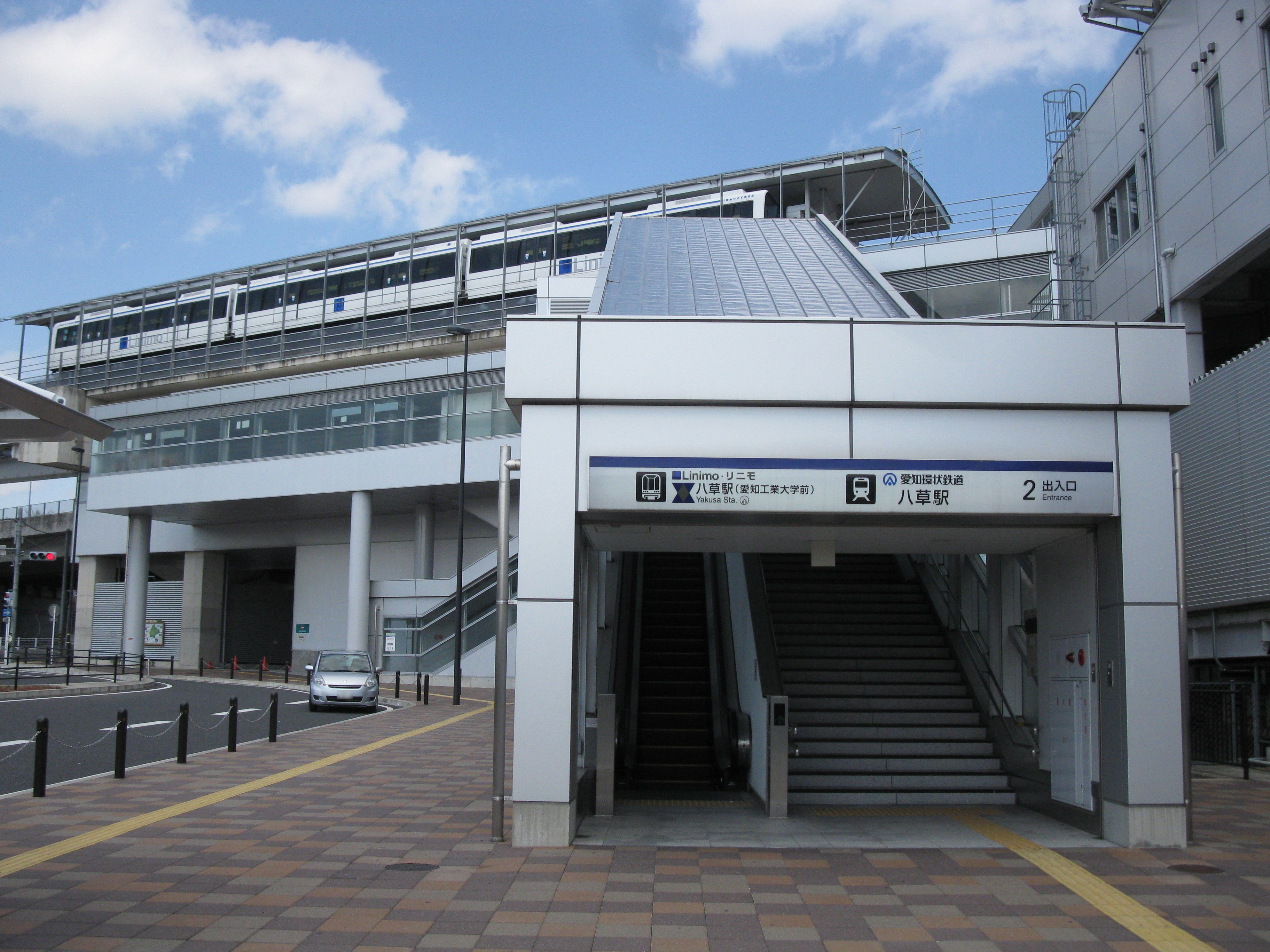
Haupteingang
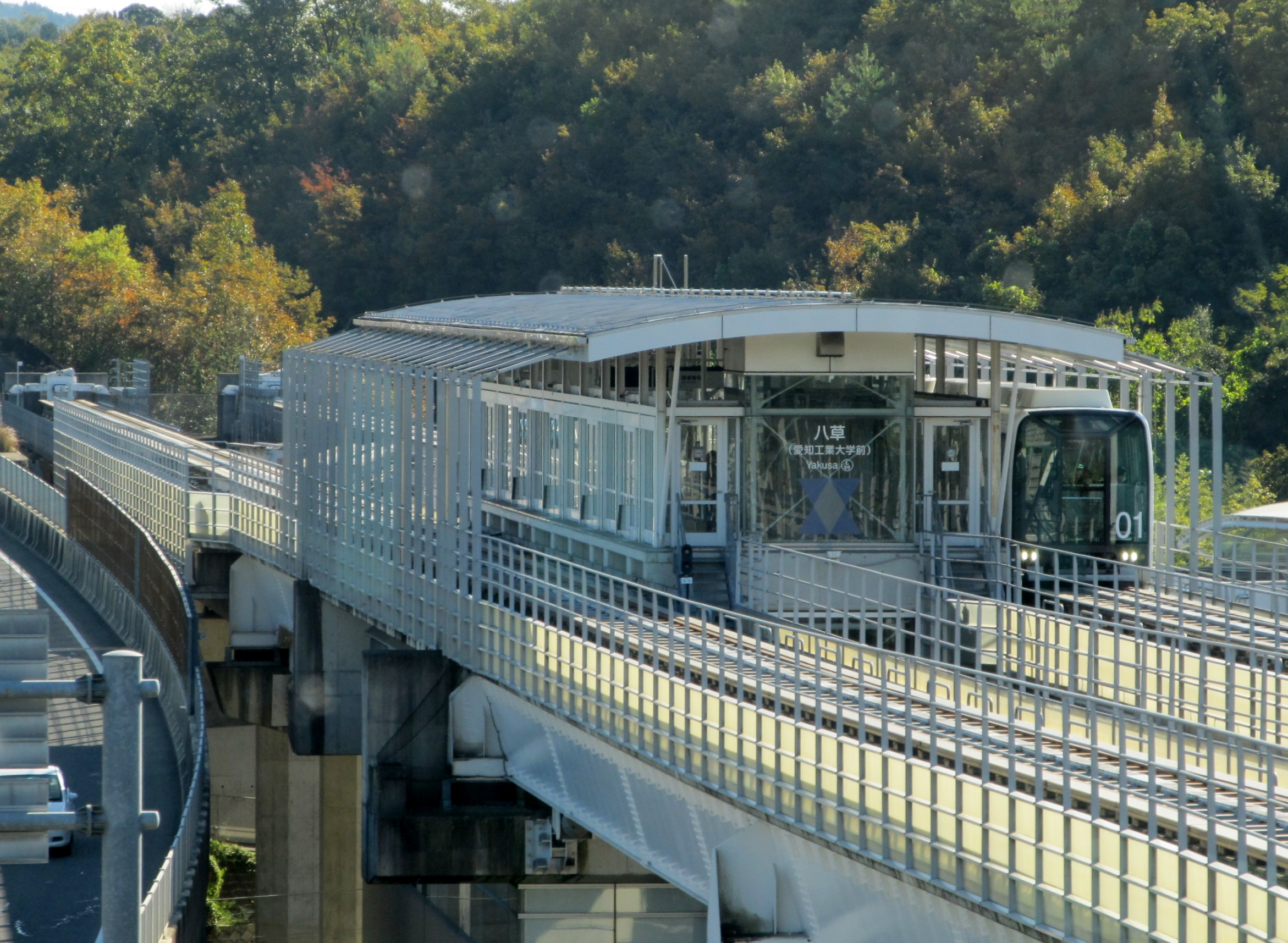
Linimo-Bahnsteige
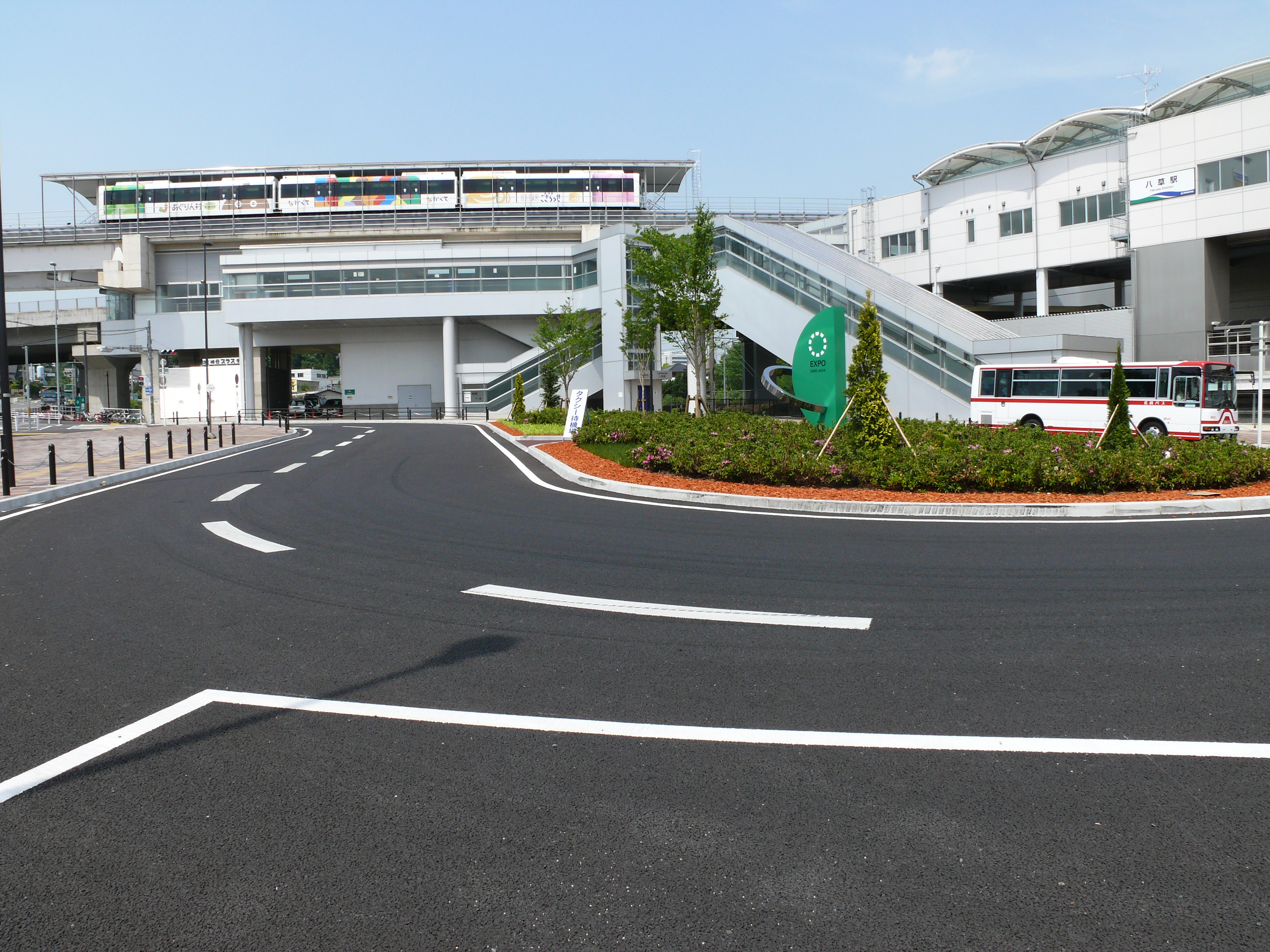
Linimo Yakusa-Station.

## Gleise
Aichi Kanjō Tetsudō:
| 1 | ▉ Aichi-Ringlinie | Shin-Toyota • Okazaki |
| 2 | ▉ Aichi-Ringlinie | Setoshi • Kōzōji      |

Aichi Kōsoku Kōtsū:
| 1/2 | ▉ Linimo | Fujigaoka |

## Linien
| Verlauf der Aichi-Ringlinie |
| --- |
| Okazaki • Mutsuna • Naka-Okazaki • Kita-Okazaki • Daimon • Kitano-Masuzuka • Mikawa-Kamigō • Ekaku • Suenohara • Mikawa-Toyota • Shin-Uwagoromo • Shin-Toyota • Aikan-Umetsubo • Shigō • Kaizu • Homi • Sasabara • Yakusa • Yamaguchi • Setoguchi • Setoshi • Nakamizuno • Kōzōji |

## Geschichte
Die Eröffnung des Bahnhofs erfolgte am 31. Januar 1988, als die Aichi Kanjō Tetsudō die Aichi-Ringlinie von JR Central übernahm und sie von Shin-Toyota nach Kōzōji verlängerte. Damals umfasste der Bahnhof nur ein Gleis an einem Seitenbahnsteig. Nachdem die Stadt Nagoya den Zuschlag für die Ausrichtung der Weltausstellung Expo 2005 erhalten hatte, fiel der Beschluss, das Ausstellungsgelände knapp zwei Kilometer westlich von Yasuka zu errichten. Zu dessen Erschließung entstand ab 2002 die Linimo-Magnetschwebebahn. Um den Bahnhof Yakusa auf die zukünftige Rolle als Umsteigeknoten vorzubereiten, fanden umfangreiche Ausbauarbeiten statt. Am 24. November 2004 war der Aikan-Bahnhofteil fertiggestellt und am 6. März 2005 ging der Linimo-Bahnhofteil in Betrieb. Während der Weltausstellung trug der Bahnhof den Namen Expo Yakusa und war einer der Hauptzugangspunkte. Zur Bewältigung der Besucherströme stand ein temporärer dritter Bahnsteig an der Aichi-Ringlinie zur Verfügung, der Zehn-Wagen-Züge aufnehmen konnte. Während der Ausstellung verkehrten bis zu dreimal stündlich Sonderzüge von JR Central, die Yakusa direkt mit dem Bahnhof Nagoya verbanden. Nach dem Ende der Expo 2005 wurde der Zusatzbahnsteig zurückgebaut (die regulären Bahnsteige fassen maximal vier Wagen).